# Pedro Martínez (giocatore di baseball)
Pedro Jaime Martínez (Manoguayabo, 25 ottobre 1971) è un ex giocatore di baseball dominicano di ruolo lanciatore nella Major League Baseball (MLB). È stato introdotto nella National Baseball Hall of Fame nel 2015.

## Carriera
Martínez giocò nella Major League Baseball per cinque squadre dal 1992 al 2009, disputando le sue migliori annate con i Boston Red Sox. Dal 2002 al 2006 detenne il primato della major league per la miglior percentuale in carriera per un lanciatore con almeno 200 decisioni; con un record finale 219 vittorie e 100 sconfitte, si ritirò con la quarta miglior percentuale di tutti i tempi, la migliore per un lanciatore destro per l'era moderna del baseball, iniziata nel 1893. La sua media PGL (ERA) fu di 2.93, la sesta più bassa di sempre per un lanciatore con almeno 2.500 inning lanciati dal 1920. Martínez raggiunse i 3.000 strikeout nel minor numero di inning lanciati di sempre dietro solo a Randy Johnson ed l'unico lanciatore con 3.000 strikeout e meno di 3.000 inning lanciati in carriera; il suo rapporto tra strikeout e inning lanciati è il secondo della storia ancora dietro a Johnson per i lanciatori con più di 1.500 inning.
Convocato per otto All-Star Game, Martínez disputò le sue migliori stagioni tra il 1997 e il 2003, imponendosi come uno dei lanciatori più dominanti della storia. Vinse tre Cy Young Award (1997, 1999, 2000) e si classificò due volte secondo (1998, 2002), con un record in quel periodo di 118–36 (.766) e 2.20 di ERA, in cui guidò la sua lega cinque volte, mentre altre tre volte primeggiò in strikeout e percentuale di vittorie. Nel 1999 si classificò secondo nel premio di MVP dell'American League (AL), dopo avere vinto la Tripla corona con un record di 23–4, 2.07 di ERA e 313 strikeout, unendosi a Randy Johnson , Gaylord Perry e Roy Halladay quali unici altri giocatori a vincere il Cy Young Award sia nella American che nella National League. Anche se le sue prestazioni subirono un netto declino a partire dal 2004, quell'anno contribuì alla prima vittoria delle World Series da parte dei Red Sox in 86 anni.
Superati i trent'anni, gli infortuni iniziarono a tenere fuori Martìnez dal campo di gioco sempre più spesso. Fu introdotto nella Baseball Hall of Fame nel 2015 al suo primo anno di eleggibilità, il secondo dominicano ad esservi ammesso dopo Juan Marichal; il suo numero (45) fu ritirato dai Red Sox in una cerimonia due giorni dopo l'entrata nella Hall of Fame.

## Palmarès

### Club
- World Series: 1

Boston Red Sox: 2004

### Individuale
- Cy Young Award: 3

1997, 1999, 2000
- MLB All-Star: 8

1996–2000, 2002, 2005, 2006
- MVP dell'All-Star Game: 1

1999
- Tripla corona: 1

1999
- Leader della MLB in vittorie: 1

1999
- Leader della MLB in media PGL: 5

1997, 1999, 2000, 2002, 2003
- Leader della MLB in strikeout: 3

1999, 2000, 2002
- Numero 45 ritirato dai Boston Red Sox